# 동부멧밭쥐
동부멧밭쥐(Reithrodontomys humulis)는 비단털쥐과에 속하는 설치류의 일종이다. 미국에서만 발견된다. 자연 서식지는 아열대 또는 열대 기후 지역의 계절성 습윤 또는 범람 저지대 초원, 늪, 목초지이다.